# Крутая (Верхнеспасское сельское поселение)
Крутая — деревня в Пыщугском районе Костромской области, входит в состав Верхнеспасского сельского поселения.  

## История
Первые упоминания примерно в 1659 году.
В 1905 году деревня сгорела, остался 1 дом, за год была снова отстроена.
До 1931 года в деревне было 18 дворов.

## География
Расположена в междуречье рек Крутая и Малый Шистом, в 25 километрах к юго-западу от райцентра — села Пыщуг.

## Население
| 2008 | 2010 | 2014 |
| ---- | ---- | ---- |
| 166  | ↘141 | ↗179 |

На 2014 год население составляло 179 человек.

## Транспорт
В четырёхстах метрах от деревни идёт автодорога Мантурово — Верхнеспасское.